# Edward Burne-Jones

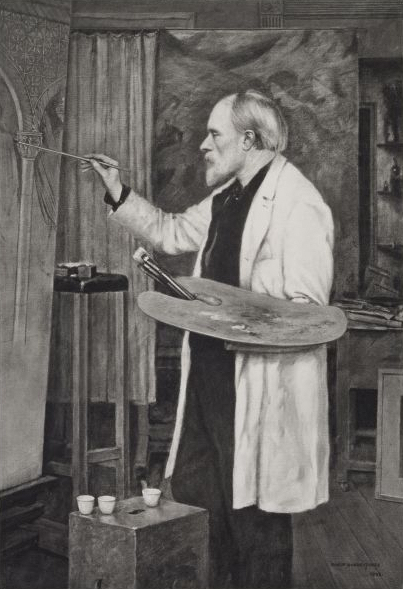
Heliogravüre nach einem Gemälde des Sohnes Philip Burne-Jones, 1898

Georgina Burne-Jones mit ihren Kindern Philip und Margaret

Sir Edward Coley Burne-Jones, 1. Baronet, ARA (* 28. August 1833 in Birmingham; † 17. Juni 1898 in London) war ein britischer Maler und einer der führenden Vertreter der Präraffaeliten. Er arbeitete eng mit William Morris zusammen im Bereich Buchschmuck und Textildesign sowie Glasmalerei.

## Leben
Edward Burne-Jones besuchte das Gymnasium, wo er erste Karikaturen von seinen Lehrern anfertigte. Zusätzlich besuchte er mit 15 Jahren an drei Abenden in der Woche die staatliche Schule für Design.
Ab 1853 studierte er Theologie am Exeter College in Oxford, wo er sich mit William Morris anfreundete und erstmals ein Werk der Präraffaeliten, John Everett Millais’ Die Rückkehr der Taube zur Arche, sah. Sein Studium schloss er nicht ab, da er unter dem Einfluss von Morris nach der gemeinsamen Besichtigung des Louvre beschloss, Künstler zu werden.

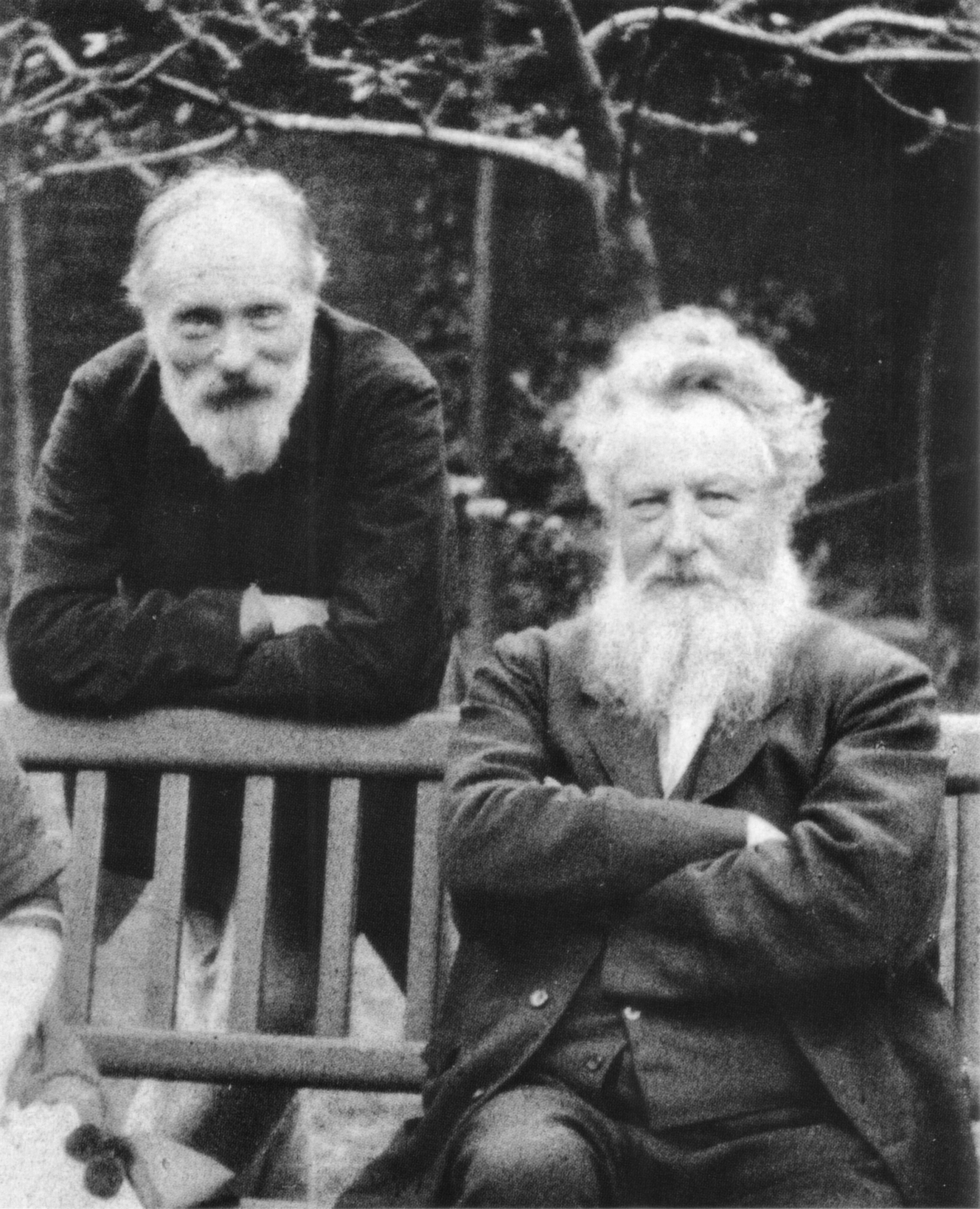
Edward Burne-Jones (links) und William Morris, 1890

Im Jahr 1856 lernte er John Ruskin und Dante Gabriel Rossetti kennen. Im gleichen Jahr verlobte er sich mit Georgiana MacDonald, einer Malerin und Holzschneiderin; sie heirateten 1860. Im Jahr 1857 unternahm er Versuche in Ölmalerei, beschäftigte sich mit Glasmalerei und schuf erste bedeutende Zeichnungen mit Bleistift und Tusche. Anfangs waren seine Arbeiten stark von Rossetti beeinflusst. Aber profitierte er von George Frederic Watts, den er durch Rossetti kennenlernte.
Ab 1860 erfolgte der Wechsel zu Aquarellfarben. Zu den ersten Ergebnissen gehören die durch den gleichnamigen Roman des pommerschen Pfarrers und Schriftstellers Johann Wilhelm Meinhold inspirierten Bilder Sidonia und Clara von Bork, die heute in der Tate Gallery, London ausgestellt sind.
Burne-Jones gehörte 1861 zu den Gründungsmitgliedern von „Morris, Marshall, Faulkner and Company“ und wurde der Haupt-Designer für Glasmalerei für diese Firma. Er stellte über 500 Einzelfiguren für unterschiedliche Themen her.
1866 lernte er Maria Zambaco kennen, deren Mutter ihn mit einem Porträt von ihrer Tochter beauftragte. Burne-Jones wählte dafür „Cupid finding Psyche“. Sie begannen eine außereheliche Beziehung und er malte sie oft in seinem Atelier. Im Januar 1869 fand seine Ehefrau Georgina einen Brief von Maria in seiner Kleidung und Burne-Jones beendete widerwillig die Affaire. Aber er konnte Maria nicht aus seinen Gedanken verbannen. Er malte sie wieder und wieder, mal als Hexe, Zauberin oder Verführerin, so z. B. „The Beguiling of Merlin“ (Die Verführung von Merlin). Wie so oft machte Burne-Jones starke sexuelle Leidenschaft, Liebe, Betrug, Reue und Vergebung in seinen Bildern sichtbar, indem er sie in Sagen und Mythen kleidet. Damit verstärkt er die Ausdruckskraft der Erzählung.
Im Jahr 1867 zog Burne-Jones mit seiner Frau in den Londoner Stadtteil Fulham. Lange Jahre stellte Burne-Jones nicht aus. Seinen Durchbruch erlebte er 1877, als mehrere Ölgemälde von ihm in der Grosvenor Gallery gezeigt wurden. Anschließend waren seine Werke auch am Glasgow Institute of the Fine Arts zu sehen.
Für die Morris Werkstätten in Merton Abbey entwarf er 1890–1895 Wandteppiche mit dem Zyklus „Die Suche nach dem Heiligen Gral“ und 1891 begann er mit Buch-Illustrationen für Morris Kelmscott Press. Für die Herstellung von „The Works of Geoffrey Chaucer“ benötigten die beiden Künstler vier Jahre. Burne-Jones fertigte 87 Illustrationen an für die Holzstiche von William Hooper. Viele dieser Arbeiten wurden auf der Arts and Crafts Exhibition Society ausgestellt.
Über seine Frau war Burne-Jones sowohl mit dem späteren Premierminister Stanley Baldwin als auch mit dem Schriftsteller Rudyard Kipling verwandt, die beide seine Neffen waren.
1885 wurde er Präsident der Künstlervereinigung von Birmingham. 1894 wurde er zum Baronet, of Rottingdean in the County of Sussex, erhoben. Im Anschluss an die Pariser Weltausstellung 1889 wurde er für seine Werke mit dem Kreuz der Légion d’Honneur ausgezeichnet. 1897 wurde er als assoziiertes Mitglied in die Académie royale des Sciences, des Lettres et des Beaux-Arts de Belgique aufgenommen.
Er starb am 17. Juni 1898 an Herzschwäche. Seine Asche wurde in der Kirche von Rottingdean, Sussex, bestattet, wo er ein Feriendomizil hatte.

## Werk
Neben der Malerei beschäftigte sich Burne-Jones mit Kunsthandwerken wie Glasmalerei, Keramik, Bildwirkerei und Buchschmuck. Seine Gemälde und Illustrationen beeinflussten den französischen Symbolismus und den Art Nouveau. Bald nach seinem Tod geriet Burne-Jones’ Werk in Vergessenheit, da es in seiner Gegenständlichkeit mit seinem ornamentalen Schmuck den Prinzipien der klassischen Moderne widersprach. Erst ab den 1970er Jahren wurde es wiederentdeckt. Heute gilt Burne-Jones als einer der bedeutendsten britischen Künstler des 19. Jahrhunderts.
- Chronological Catalogue of finished pictures – Appendix I. – Internet Archive In: Malcolm Bell: Sir Edward Burne-Jones. A record and review. G. Bell & Son, London 1910 (Erstausgabe 1892)
- List of the Unfinished Pictures sold at Christie’s July 16th and 18th 1898 – Appendix II. – Internet Archive In: Malcolm Bell: Sir Edward Burne-Jones. A record and review. G. Bell & Son, London 1910 (Erstausgabe 1892)
- List of Cartoons for Stained Glass Windows – Appendix III. – Internet Archive In: Malcolm Bell: Sir Edward Burne-Jones. A record and review. G. Bell & Son, London 1910 (Erstausgabe 1892)

## Galerie

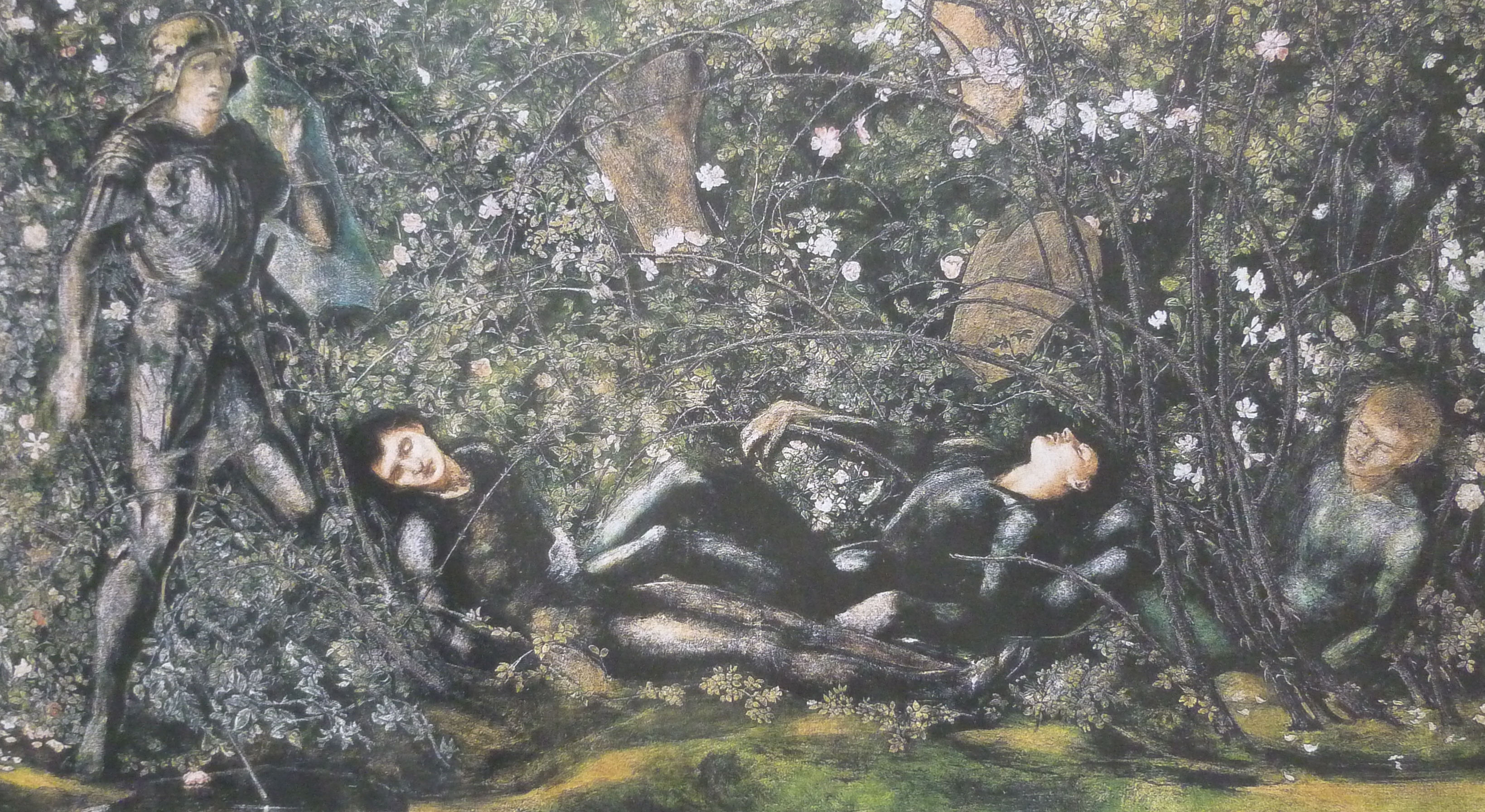
Der Prinz betritt den Dornenwald, 1869, aus dem Dornröschen-Zyklus
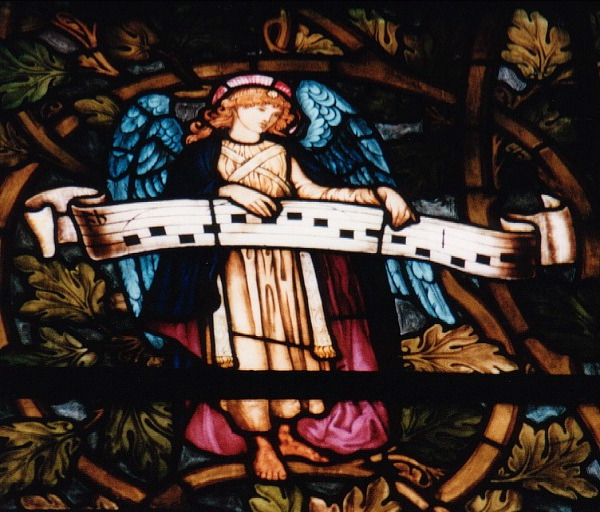
Glasfenster (Detail) von Burne-Jones’ und Morris’ Anbetung der Schäfer. Trinity Church, Boston, 1882
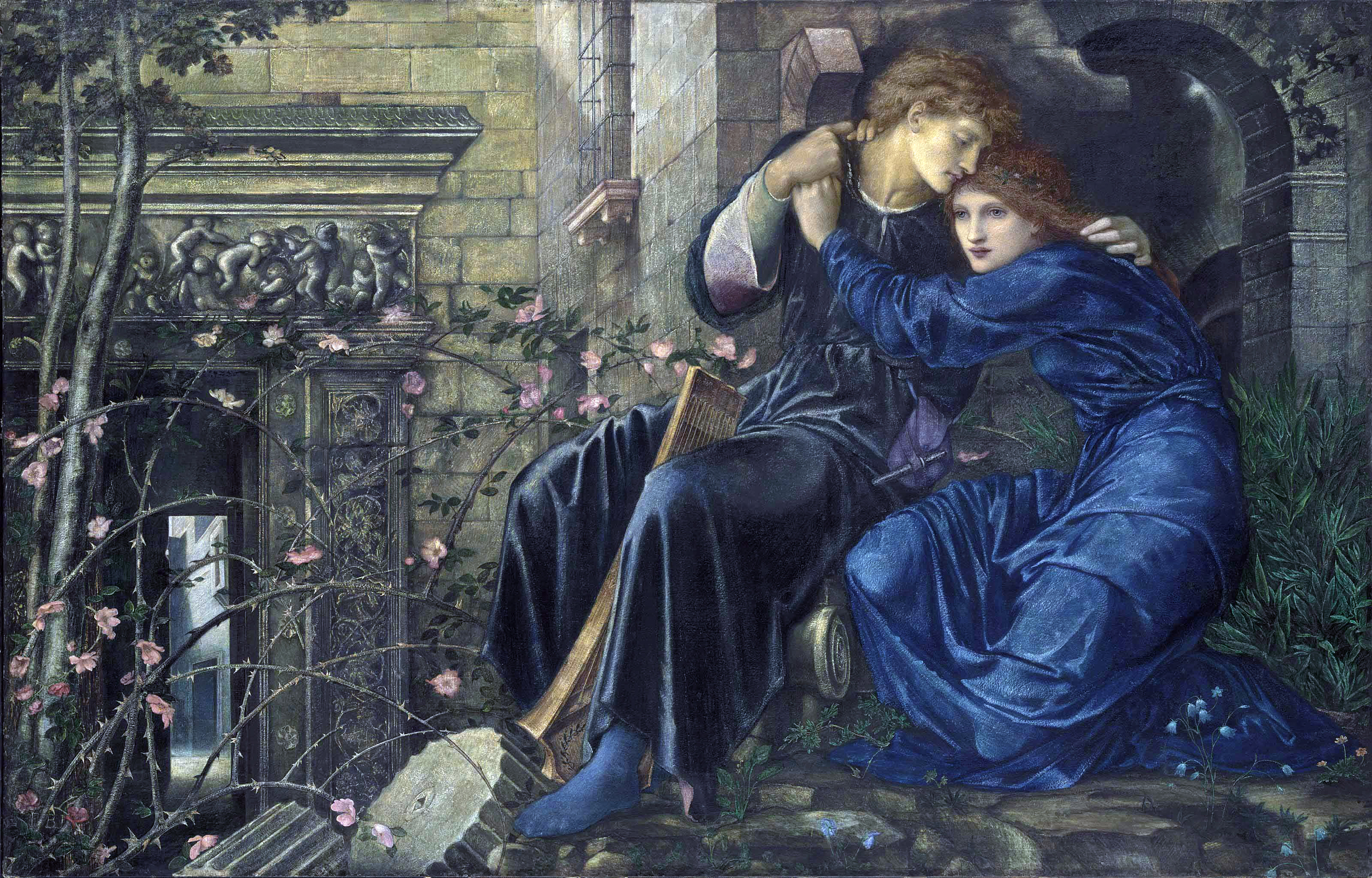
Liebe in Ruinen, 1884
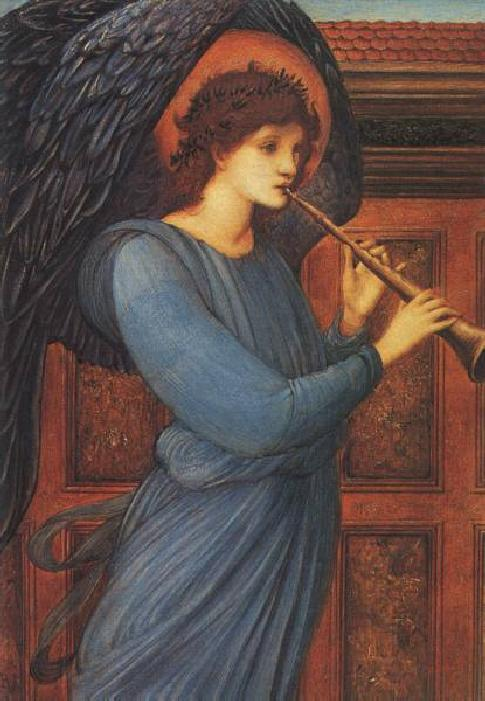
Der Engel, 1881; Öl auf der Tafel; Glasgow Art Gallery and Museum
Wandbehang „Die Anbetung der Könige“. Entwurf: Burne-Jones 1888. Ausführung: Morris & Company, Merton Abbey

## Gemälde (Auswahl)

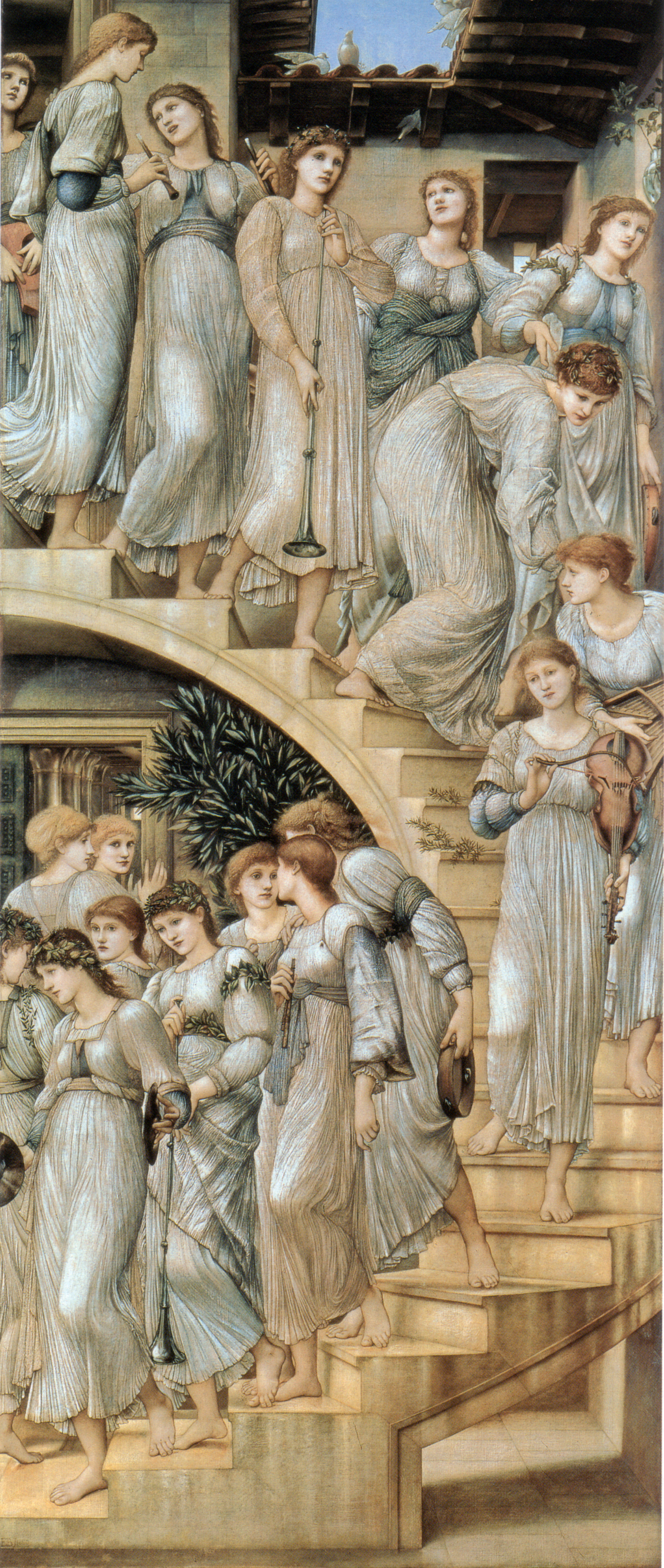
Die goldene Treppe, 1880, Tate Gallery, London

- Sidonia von Bork 1560, 1860, Aquarell und Deckfarbe, 33 × 17 cm, Tate Gallery, London
- Clara von Bork 1560, 1860, Aquarell und Deckfarbe, 34 × 18 cm, Tate Gallery, London
- Clerk Saunders, 1861, Aquarell, 69 × 42 cm, Tate Gallery, London
- Der Garten der Hesperiden,  1873, Öl auf Leinwand, 119 × 98 cm, Hamburger Kunsthalle
- Chant d’Amour, 1878, Leinwand, 112×153 cm
- Das Glücksrad, 1883, Leinwand, 151 × 72 cm Musée d’Orsay, Paris
- Der Garten des Pan, 1887, Leinwand, 152×186 cm
- Der Spiegel der Venus, 1877, Leinwand, 122 × 201 cm Museu Calouste Gulbenkian, Lissabon
- Die Geschichte des Perseus, 1875–76, Leinwand, 152×127 cm
- Die goldene Treppe, 1880, Leinwand, 227 × 117 cm, Tate Gallery, London
- Die Mühle, 1870–72, Leinwand, 91×198 cm
- Die Tage der Schöpfung, 1877, Aquarell, 119×102 cm
- Die Tiefen des Meeres, 1886, Leinwand, 196×76 cm
- Die Verzauberung Merlins, 1877, Leinwand
- Der Liebestempel, Datum unbekannt, Öl auf Leinwand, 213,4×92,7 cm
- The King’s Wedding. 1870, Gouache, 32 × 26 cm, Clemens-Sels-Museum, Neuss
- Werke von Burne-Jones im Delaware Art Museum, Wilmington, USA. In: preraph.org. Delaware Art Museum, 2015, S. 1–3, archiviert vom Original am 30. April 2015 (englisch).